# Sputerò sulle vostre tombe
Sputerò sulle vostre tombe (titolo originale J'irai cracher sur vos tombes) è un romanzo nero di Boris Vian, edito per la prima volta in francese nel 1946 dall'editore Jean d'Halluin.

## Storia editoriale
A metà anni quaranta i romanzi hard boiled statunitensi, con trame ricche di violenza e sesso, riscuotevano grande successo in Francia. Vian decise allora di cimentarsi in questo genere letterario e, dietro l'americanissimo pseudonimo di Vernon Sullivan, pubblicò Sputerò sulle vostre tombe. Il romanzo ottenne grande successo, ma venne ben presto vietato per "offesa alla pubblica morale". Vian si vide così costretto a confessare di essere lui il vero autore dell'opera, attirando su di sé ulteriori attacchi da parte della critica. Questa serie di eventi segnò per sempre la sua carriera di scrittore, ma garantì alla sua opera un grande successo di pubblico.
In Italia il romanzo è stato pubblicato per la prima volta nel 1961 dall'editore Cino Del Duca, firmato dall'autore con lo pseudonimo di Françoise D'Eaubonne.

## Trama
Lee Anderson è un afroamericano dalla pelle chiara. Dopo la morte del fratello, ucciso da alcuni bianchi, decide di vendicarsi: Lee s'introduce così nell'ambiente dei bianchi e seduce due sorelle appartenenti a una famiglia benestante.

## Opere derivate
Dal romanzo è stato tratto, nel 1959, il film Il colore della pelle, diretto da Michel Gast; Boris Vian non ne condivise la sceneggiatura e disapprovò pubblicamente l'adattamento cinematografico del suo romanzo.

## Edizioni
- (FR) Vernon Sullivan, J'irai cracher sur vos tombes, 1ª ed., Éditions du Scorpion, 1946.
- Françoise D'Eaubonne, Sputerò sulle vostre tombe, Milano, Cino Del Duca, 1961.
- Boris Vian, Sputerò sulle vostre tombe, traduzione di Stefano Del Re, II, Marcos Y Marcos, 2005,  p. 176, ISBN 978-88-7168-216-7.